# Chrysosyrphus alaskensis
Chrysosyrphus alaskensis är en tvåvingeart som först beskrevs av Raymond Corbett Shannon 1922.
Chrysosyrphus alaskensis ingår i släktet fjällblomflugor, och familjen blomflugor. Artens utbredningsområde är Alaska. Inga underarter finns listade i Catalogue of Life.